# Soul Survivors
Pour les articles homonymes, voir Soul Survivor (homonymie).
Pour plus de détails, voir Fiche technique et Distribution.
Soul Survivors, ou L'Entre-Mondes au Québec, est un film de genre thriller psychologique écrit et réalisé par Stephen Carpenter. Le film est sorti le 7 septembre 2001 aux États-Unis et est sorti directement en DVD en France.

## Synopsis
Alors qu'ils partent ensemble le temps des vacances estivales, quatre adolescents (Cassie et son petit ami Sean ainsi que Matt et sa petite amie Annabel) se disputent en voiture après que Cassie et Matt se soient embrassés et que Sean les ait vus à la sortie d'une boite de nuit. Alors qu'elle tente de lui parler en conduisant, Cassie fonce sur une autre voiture qui s'est vraisemblablement arrêtée en plein milieu de la route pour leur barrer la route. La voiture de Cassie quitte la route, réalise plusieurs tonneaux et s'écrase quelques mètres plus bas dans une rivière. À la suite de ce terrible accident, Sean meurt sur le coup.
À la rentrée, Cassie est déboussolée et ne s'est pas remise de la mort de Sean. Matt quant à lui est plus présent que jamais pour la soutenir tandis qu'Annabel se conduit de façon étrange, s'éloignant de plus en plus de Cassie après avoir rencontré une mystérieuse jeune femme du nom de Raven.
Mais très vite, Cassie commence à avoir des hallucinations, apercevant Sean régulièrement ainsi que deux hommes lui voulant apparemment du mal et qui ont un lien direct avec Cassie et ses amis. Elle ne se doute pas de la tournure que les événements vont prendre.

## Fiche technique
- Titre original : Soul Survivors
- Titre québécois : L'Entre-Mondes
- Réalisation : Stephen Carpenter
- Scénario : Stephen Carpenter
- Direction artistique : Keith P. Cunningham
- Décors : Larry Fulton
- Costumes : Denise Wingate
- Photographie : Fred Murphy
- Montage : Janice Hampton et Todd C. Ramsay
- Musique :  Daniel Licht
- Production : Neal H. Moritz, Stokely Chaffin, Jonathan Shestack, Michele Weisler
- Sociétés de production : Lost Soul Productions et Original Film
- Sociétés de distribution : Artisan Entertainment (États-Unis)
- Pays d’origine : États-Unis
- Langue originale : anglais
- Format : couleur -1.85:1 - Dolby Digital- 35mm
- Genre : Thriller psychologique
- Durée : 84 minutes
- Dates de sortie : 
  -  États-Unis : 7 septembre 2001

- Budget de production : 17,000,000 $

## Distribution
- Melissa Sagemiller (V.Q. : Nadia Paradis) : Cassie
- Wes Bentley (V.Q. : Patrice Dubois) : Matt
- Eliza Dushku (V.Q. : Hélène Mondoux) : Annabel
- Casey Affleck (V.Q. : Sébastien Reding) : Sean
- Angela Featherstone (V.Q. : Anne Bédard) : Raven
- Luke Wilson (V.Q. : Antoine Durand) : Père Jude
- Allen Hamilton : Dr Haverston
- Ken Moreno : Hideous Dancer
- Carl Paoli (en) : Deathmask

Source et légende : Version québécoise (V.Q.) sur Doublage Québec.

## Production

### Tournage
Le film fut tourné de mai à septembre 1999 à Chicago ainsi qu'à Gary dans l'Indiana.

## Réception

### Critiques
Le film à très mal reçu par la critique obtenant seulement 4 % de critiques positives sur le site Rotten Tomatoes. Le site IMDB lui accorde une note de seulement 3,8 sur 10.

### Box-office
Pour un budget de 17 millions de dollars, le film en a obtenu seulement 4 millions.

### Réception globale
Sur le plan critique et commercial, le film est un échec.